# Flemingsbergs kyrka
Flemingsbergs kyrka är en kyrkobyggnad i Stockholms stift och församlingskyrka i Flemingsbergs församling, sedan 2014 i Huddinge pastorat. Kyrkan byggdes under åren 1975-1976. Byggnaden ritades av Gunnar Cedervall.  Biskop Ingmar Ström invigde kyrkan den 26 augusti 1976.

## Kyrkobyggnaden
Kyrkan är byggd i brunt tegel mitt i Flemingsbergs centrum. I kyrkobyggnaden finns även församlingens lokaler och kontor. Kyrkan är avsedd för ekumeniskt bruk och har en dopgrav. Ljusstakar och krucifix i silver och granit är ritade och tillverkade av silversmeden Rolf Karlsson, Stockholm. Kalk, paten, oblatask och vinkanna i silver är skapade av silversmeden Martin Öhman. Kalkens fot tar igen formen av kyrkans fristående klockstapel som står strax utanför kyrkans huvudentré.  
Kyrkklockan är gjuten hos Bergholtz klockgjuteri AB i Sigtuna och väger 500 kg. På klockan finns bland annat inskriptionen: "Guds ord är denna klockas kläpp, mot vidga malmen till manande ljud och med fridens bud, till själens yttersta ensamhet i världens oro."

## Inventarier
- Altartavlan i skulpterad furu är skapad av Per Nilsson-Öst. Motivet är hämtat ur Johannesevangeliet [21:4-6] där det berättas om hur Jesus uppenbarar sig för tredje gången för lärjungarna. Platsen är Tiberias sjö. I Per Nilsson-Östs relief kan man se hur lärjungarna i förgrunden knappt orkar dra upp näten för all fisk.  På stranden står Kristus med gloria, omgiven av ett stenigt landskap och uppgående solens väldiga strålar.
- En fem meter hög bildväv av Kerstin Ekengren som bär namnet Ej att dela glädjen bara skildrar människor från olika länder och trossamfund som samlas kring ett trädformat kors. Är tidstypisk för den tid då bildväven tillverkades - då rädslan för atomvapenkrig under kalla krigsåren var stor.
- I kyrkan finns en terracottastaty av Lena Lervik som bär namnet Önskemadonnan.
- I kyrkans foajé möts besökaren av mosaiken "Tro, hopp och kärlek", konstverk av Sven Dahlin. Mosaiken införskaffades 1980 till kyrkans tidigare barn- och ungdomslokal i Visättra. Men flyttades till Flemingsbergs kyrka senare.
- En dopfunt i gjutjärn. Formgiven av Håkan Bull och gjord av MSG Smide AB. Dopskålen i keramik är gjord av Margon Lindberg, keramiker.
- Kyrkorummets senaste tillskott är tre presenningsikoner av prästen och konstnären Mats Hermansson.

### Orgel
- Orgeln med 13 stämmor två manualer och pedal var byggd 1979 av Walter Thür Orgelbyggen AB, Torshälla. Orgeln är mekanisk. År 2013 byggdes orgeln ut av Martin Hausner och fick därmed 22 stämmor.

| Huvudverk I    | Svällverk II      | Pedal      | Koppel |
| Gedackt 8´     | Rörflöjt 8´       | Subbas 16´ | I/P    |
| Principal 4'   | Fugara 8'         |            | II/P   |
| Rörflöjt 4'    | Koppelflöjt 4'    |            | II/I   |
| Waldflöjt 2'   | Principal 2'      |            |        |
| Mixtur 3 chor  | Ters 1 3/5'       |            |        |
| Rörskalmeja 8' | Nasat 1 1/3'      |            |        |
| Tremulant      | Tremulant         |            |        |
|                | Crescendosvällare |            |        |